# Козі Врбовок
Козі Врбовок (словац. Kozí Vrbovok) — село в окрузі Крупіна Банськобистрицького Словаччини. Площа села 5,34 км². Станом на 31 грудня 2017 року в селі проживало 156 жителів.

## Історія
Перші згадки про село датуються 1415 роком.

## Населення
| Рік:            | 1994. | 2004. | 2014.   | 2024.   |
| --------------- | ----- | ----- | ------- | ------- |
| Кількість осіб: | 178   | 178   | 163     | 149     |
| Різниця:        |       | +0 %  | -8,42 % | -8,58 % |

| Рік:            | 2023. | 2024.   |
| --------------- | ----- | ------- |
| Кількість осіб: | 152   | 149     |
| Різниця:        |       | -1,97 % |